# While There's Life
While There's Life è un cortometraggio muto del 1913 diretto da Edward Coxen.

## Produzione
Il film fu prodotto dalla  Flying A (American Film Manufacturing Company).

## Distribuzione
Distribuito dalla Mutual Film, il film - un cortometraggio in una bobina - uscì nelle sale cinematografiche USA il 1º settembre 1913. Nel Regno Unito, prese il titolo A Tragedy of Ambition.